# 廣府學宮

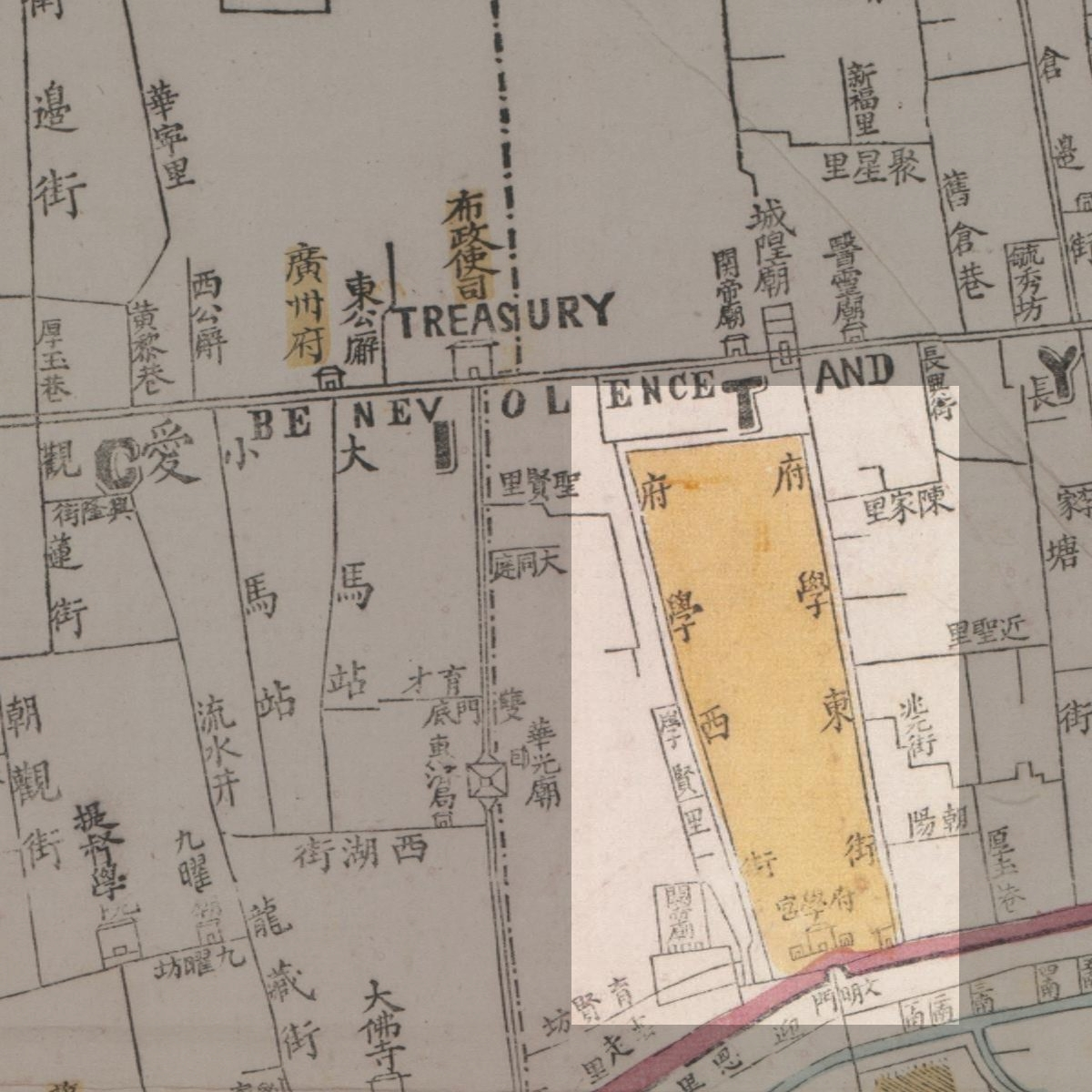
舊地圖的廣府學宮位置，其中唯府學西街沿用舊名。

廣府學宮，即廣州府學，是原廣州三大學宮之一，廣州府官辦的最高學府。学宫內原奉祀孔子，故又称为孔庙，每年春秋两祭之日，例由省长率同省城官员和大绅一同致祭，体制极为尊崇

。原位於廣州東山文德路與文明路交界處，範圍包括如今的廣州市第13中學、省立中山图书馆少儿部、文德路小学、廣州市第一工人文化宮一帶。

## 歷史
- 學宮大門口原貌
- 學宮大成殿原貌
- 學宮原元碑同香爐

宋慶曆（1041-1048）年中，皇帝下令興學，廣州在西城番市（今光塔路一帶）利用舊孔廟作學校。後經數次遷徙。紹聖三年（1096），廣州知府章楶把府學遷到城東南的番山（今廣州市十三中校園內）下。當時府學已頗具規模，能容150人以上，成為嶺南第一儒林。嗣後，又增建御書閣、亭齋、泮池、觀德亭。淳祐四年（1244），經略使方大琮建立飛閣，旁邊排列文、行、忠、信4齋，這就是番山書院。
元代、明代，幾經興廢。明嘉靖十九年（1540）再建，把敬一亭遷到番山。萬曆二十八年（1600），教授董應舉呈請督學副使袁茂英重建殿、廡、亭、閣及啟聖、名宦等祠堂，收回府學以西被占地方建學舍廊及射箭場，開城牆為府學正門，名為文明門（文明路始源）。
清順治、康熙、雍正、乾隆年間，幾度重修、擴建。咸豐七年（1857），府學毀於戰亂。同治元年（1862），知府李福泰等發起籌款修建，按原貌修葺一新。文昌宮後改仰高祠，易地建文昌宮，清理宮牆外民居以改建舊閣，補建東西聖域、賢關兩石坊。

### 文德路開闢
1918年10月廣州市政公所成立後，計劃開闢府學東街成馬路，時潮梅鎮守使劉志陸去信省員警廳廳長魏邦平，要求保留府學東街東側劉家祠，魏因而修改路線向西偏移，從而公所要徵用學宮東邊狹長地帶，位處此範圍要清拆的學宮建築有文昌宮、仰高祠、名宦祠，而學宮的主體如大成殿、明倫堂、崇聖殿當時未有涉及。更改後的工程計劃遭到省城紳士們的激烈反對。
1919年1月，清末進士兼粵紳易學清，在牽頭要求市政公所收回成命未獲理會下，聯同粵紳致電北京的廣東會館請求協助。之後由梁士詒領銜以旅京廣東人士名義致電廣東當局表達關切，北京政府總理錢能訓也致電廣東軍政府，要求查明處理。
其後由桂系元老岑春煊，及廣東軍政府分別致函北京國務院及各紳，表示工程牽涉較少建築。之後減低阻力，於2月下旬開始派員實測與繪製規劃工程圖，送請粵紳參照，不過仍有不滿聲音。到1919年3月14日，公所派出百餘員警遊擊隊（相當於特警）到工地督拆文昌宮等屋宇，防範不滿的粵紳等對抗。

### 後續
1920年代尾，學宮被當局佔用，成為廣東陸軍衛戍醫院，大成門的門廳被封閉間隔成病房。1938年-1945年廣州淪陷期間，學宮的圍牆大半被毀。光復後廣東省政府於1947年1月在學宮南面部分設立廣東省文獻館。1949年後，文獻館建築逐步被清拆改建，成為廣州市第一工人文化宮等建築。
省立中山图书馆少儿部留存有原學宮的翰墨池與番山亭。